# Jules Emongo Lomomba
Jules Emongo Lomomba, né le 13 mars 1960 à Katako-Kombe dans la province du Kasaï-Oriental en République démocratique du Congo, est un professeur et écrivain congolais. Il vit actuellement à Montréal au Canada où il enseigne les sciences sociales et les spiritualités négro-africaines.

## Biographie
Jules Emongo Lomomba a étudié la philosophie et les religions africaines à l’université de Kinshasa. Il ira poursuivre ses études en Europe, d’abord à l’université de Heidelberg puis à l'université libre de Bruxelles. 
Emongo Lomomba vit actuellement au Canada où il enseigne les sciences humaines à l'université du Québec à Montréal, les spiritualités africaines et créoles à l’université de Montréal

## Récompenses
- Prix inter alliance Franco-Zaïre en 1984 pour son roman L’instant d’un soupir qui sera publié en 1989[2]
- Prix littéraire du roman Zaïre-Canada en 1988 pour son œuvre Muana Mayi qui sera publié dix ans plus tard

## Œuvres
- L’instant d’un soupir, Paris, Présence africaine, 1989[2].
- L’esclavage moderne, Paris, L’Harmattan, 1997.
- Le devoir de libération : esclave, libère-toi toi-même, Paris, L’Harmattan, 1997[3].
- L’interculturalisme sous le soleil africain : l'entre-traditions comme épreuve du nœud, Montréal, Interculture 133, 1997.
- Muana-mayi, le Parisien, Les 5 Continents, Saint-Léonard, 1998[4].
- (avec Osomba Otshudi) Le changement en panne au Congo-Zaïre. De Mobutu à Kabila, Saint-Léonard (Québec), Les 5 continents, 2001.
- «Renouveau», dans Littératures du Congo-Zaïre, Actes du colloque de Bayreuth (22-24 juillet 1993) réunis par P. Halen et J. Riesz, Amsterdam- Atlanta, Rodopi, 1995, p. 164-165.
- «Nous», dans Littératures du Congo-Zaïre, Actes du colloque de Bayreuth (22-24 juillet 1993) réunis par P. Halen et J. Riesz, Amsterdam- Atlanta, Rodopi, 1995, p. 162-163.
- Comment philosopher aujourd'hui en Afrique. Pour une éthique de la transgression in Comment philosopher en Afrique aujourd'hui, Unesco, 3e journée de la philosophie à l'Unesco 2004[5].
- Malaïka, l’ange du silence, éditions CIDIHCA, Montréal, 2006[6].